# Seokgyo-dong
Seokgyo-dong (koreanska: 석교동) är en stadsdel i staden Daejeon i den centrala delen av Sydkorea, 
145 km söder om huvudstaden Seoul.  Den ligger i stadsdistriktet Jung-gu.